# AOR
Album-oriented Rock vagy Album Rock (röviden: AOR) egy zenei stílus és FM-rádió formátum elnevezése. Hivatalos magyar megfelelője nincs, leginkább nagylemez-orientált rockzenének lehetne fordítani. Bár a stílust a szakértők a rockhoz sorolják, a pop stílusjegyei is megtalálhatók benne. Lényege, hogy mind az előadók, mind a rádiók a nagylemezekre építenek, a kislemezek helyett. A stílus leginkább az Egyesült Államokban terjedt el.

## Története
Mint rádiós formátum az 1970-es években alakult ki, amikor a rádió állomások a kislemezek helyett az albumok más dalait is játszani kezdték. Hamarosan néhány együttesre támaszkodva fel lehetett építeni hosszabb lejátszási listákat.  A műfaj tündöklése egyértelműen a 80-as évekre tehető, amikor a műsorra tűzhető előadók száma még kevés volt. A hardrock, az arénarock és a glamrock mellett a legkedveltebb stílus volt a tengerentúlon. 
Az együttesek közül elsőként a Toto együttes alkalmazta az AOR stílust, mint zenei irányelvet. Az 1977-ben alakult együttes első nagyobb koncertturnéjakor (1980) már két lemezzel rendelkezett (Toto, 1978; Hydra, 1979). Az 1983-ban alakult Bon Jovi együttes az alapítást követő 3 évben évente jelentkezett új albummal, ez a tendencia később megszakadt a hosszabb koncertturnék miatt. 
A 90-es években a stílus elvesztette jelentőségét, de mindmáig fennmaradt.

## AOR előadók
Ezeket a hard rock, heavy metal vagy blues együtteseket az az elkötelezettség jellemezte, hogy a zenéjük fő megjelenési csatornái az albumok, melyek dalai a rádió állomásokon keresztül jutnak el a közönséghez. Ez több stúdiómunkát és kevesebb koncertet jelentett, ami viszont hosszútávon nem volt tartható a közönséggel való kapcsolat hiánya miatt. Jelenleg sok együttes hagy több éves szünetet két turné között, mely idő alatt több albumot is megjelentetnek, ez a kompromisszumos megoldás jelenti az AOR, mint zenei irányelv fennmaradását. A 70-es, 80-as években ezt az utat választotta a Toto és a Bon Jovi mellett számos neves csapat, mint a Survivor, a Europe, a Def Leppard, az Aerosmith, de szólóelőadók is, mint Paul Raymond. Manapság ez jellemzi a Foo Fighters és a Tenacious D együttest.

## AOR rádióállomások
A stílus Amerikai Egyesült Államokban hódított leginkább, ott számos rádióállomás hosszabb vagy rövidebb ideig játszott AOR-t, ezeket az alábbi táblázat tartalmazza.
| Rövidítés | Vételkörzet                | Frekvencia | AOR-os évek                |
| --------- | -------------------------- | ---------- | -------------------------- |
| KSEZ      | Sioux City, Iowa           | 97,9 MHz   | ?-napjainkig               |
| KZRR      | Albuquerque, Új-Mexikó     | 94,1 MHz   | 1980–napjainkig            |
| KFMG      | Albuquerque, Új-Mexikó     | 107,9 MHz  | 1979–1991                  |
| WZZO      | Allentown, Pennsylvania    | 95,1 MHz   | 1975–napjainkig            |
| WKLS      | Atlanta, Georgia           | 96,1 MHz   | 1974–2003                  |
| KLBJ-FM   | Austin, Texas              | 93,7 MHz   | 1973–napjainkig            |
| WAAF      | Boston, Massachusetts      | 107,3 MHz  | 1969–1989                  |
| WBCN      | Boston, Massachusetts      | 104,1 MHz  | 1968–1995                  |
| WLBJ      | Bowling Green, Kentucky    | 96,7 MHz   | 1974–1980                  |
| WCLX      | Burlington, Vermont        | 102,9 MHz  | 1992–napjainkig            |
| WDAI      | Chicago, Illinois          | 94,7 MHz   | 1972–1978                  |
| WLUP      | Chicago, Illinois          | 97,9 MHz   | 1977–napjainkig            |
| WMET      | Chicago, Illinois          | 95,5 MHz   | 1976–1986                  |
| WEBN      | Cincinnati, Ohio           | 102,7 MHz  | 1967–napjainkig            |
| WMMS      | Cleveland, Ohio            | 100,7 MHz  | 1968–1994                  |
| WWWM      | Cleveland, Ohio            | 105,7 MHz  | 1975–1982                  |
| WLVQ      | Columbus, Ohio             | 96,3 MHz   | 1977–napjainkig            |
| KBFB      | Dallas, Texas              | 97,9 MHz   | 1973-1989                  |
| KNUS      | Dallas, Texas              | 98,7 MHz   | 1966-1971                  |
| WTUE      | Dayton, Ohio               | 104,7 MHz  | 1975–napjainkig            |
| WLLZ      | Detroit, Michigan          | 98,7 MHz   | 1980–1995                  |
| WRIF      | Detroit, Michigan          | 101,1 MHz  | 1971-1994                  |
| KTXQ      | Fort Worth, Texas          | 102,1 MHz  | 1978-1998                  |
| KLOL      | Houston, Texas             | 101,1 MHz  | 1970–2004                  |
| KSRR      | Houston, Texas             | 96,5 MHz   | 1980–1986                  |
| WNIK      | Indianapolis, Indiana      | Online     | 1960–napjainkig            |
| KYYS      | Kansas City, Missouri      | 102,1 MHz  | 1974–1997                  |
| KOMP      | Las Vegas, Nevada          | 92,3 MHz   | 1981–napjainkig            |
| WZZQ      | Jackson, Mississippi       | 102,9 MHz  | 1968–1981                  |
| WKQQ      | Lexington, Kentucky        | 98,1 MHz   | 1974–1998                  |
| KSMB      | Lafayette, Louisiana       | 94,5 MHz   | 1973–1984                  |
| KLOS      | Los Angeles, Kalifornia    | 95,5 MHz   | 1969–napjainkig            |
| KNAC      | Los Angeles, Kalifornia    | 105,5 MHz  | 1986–1995                  |
| KMET      | Los Angeles, Kalifornia    | 94,7 MHz   | 1968–1987                  |
| WYXE      | Madison, Wisconsin         | 92,1 MHz   | 1977–1979                  |
| WMC       | Memphis, Tennessee         | 99,7 MHz   | 1969-1981                  |
| WRNO      | Metairie, Louisiana        | 99,5 MHz   | 1968–1997                  |
| KQRS      | Minneapolis, Minnesota     | 92,5 MHz   | 1968–napjainkig            |
| KZOQ      | Missoula, Montana          | 100,1 MHz  | ?-napjainkig               |
| WDHA      | Morristown, New Jersey     | 105,5 MHz  | 1979–napjainkig            |
| WKDF      | Nashville, Tennessee       | 103,3 MHz  | 1970–1999                  |
| WNEW      | New York, New York         | 102,7 MHz  | 1967–1995                  |
| WPLJ      | New York, New York         | 95,5 MHz   | 1971–1983                  |
| WVOK      | Oxford, Alabama            | 99,5 MHz   | 1977–1983                  |
| WMMR      | Philadelphia, Pennsylvania | 93,3 MHz   | 1968–napjainkig            |
| KDKB      | Phoenix, Arizona           | 93,3 MHz   | 1971–napjainkig            |
| KGON      | Portland, Oregon           | 92,3 MHz   | 1974–1990                  |
| WQDR      | Raleigh, Észak-Karolina    | 94,7 MHz   | 1973–1984                  |
| WQBK      | Rensselaer, New York       | 103,9 MHz  | 1972–napjainkig            |
| KSAN      | San Francisco, Kalifornia  | 94,9 MHz   | 1968–1980, 1997–napjainkig |
| KMEL      | San Francisco, Kalifornia  | 106,1 MHz  | 1977–1984                  |
| KRQR      | San Francisco, Kalifornia  | 97,3 MHz   | 1982–1995                  |
| KFOG      | San Francisco, Kalifornia  | 104,5 MHz  | 1982–napjainkig            |
| KSJO      | San Jose, Kalifornia       | 92,3 MHz   | 1968–2004                  |
| KOME      | San Jose, Kalifornia       | 98,5 MHz   | 1971–1994, 1997–napjainkig |
| KISW      | Seattle, Washington        | 99,9 MHz   | 1971–1996                  |
| KXRX      | Seattle, Washington        | 96,5 MHz   | 1987–1994                  |
| KZOK      | Seattle, Washington        | 102,5 MHz  | 1974–1986                  |
| KOL       | Seattle, Washington        | 94,1 MHz   | 1968–1973                  |
| WAOR      | South Bend, Indiana        | 95,3 MHz   | ?-napjainkig               |
| KEZE      | Spokane, Washington        | 105,7 MHz  | 1973–1996                  |
| WXYG      | St. Cloud, Minnesota       | 540 kHz    | 2011–napjainkig            |
| KWK       | St. Louis, Missouri        | 106,5 MHz  | 1979–1984                  |
| KSHE      | St. Louis, Missouri        | 94,7 MHz   | 1967–napjainkig            |
| KWFM      | Tucson, Arizona            | 92,9 MHz   | 1970–1983                  |
| WOUR      | Utica, New York            | 96,9 MHz   | 1969–napjainkig            |
| KICT      | Wichita, Kansas            | 95,1 MHz   | 1975–napjainkig            |

## Fordítás
Ez a szócikk részben vagy egészben az Album-oriented rock című angol Wikipédia-szócikk ezen változatának fordításán alapul.  Az eredeti cikk szerkesztőit annak laptörténete sorolja fel. Ez a jelzés csupán a megfogalmazás eredetét és a szerzői jogokat jelzi, nem szolgál a cikkben szereplő információk forrásmegjelöléseként.